# Токио Доум
«То́кио До́ум» (яп. 東京ドーム То:кё: до:му, TYO: 9681) — стадион в Бункё, Токио.
Максимальная общая вместимость стадиона составляет 57 000 человек в зависимости от конфигурации, при этом вместимость всех сидячих мест составляет 42 000 человек.
Прозвище «Токио Доум» — «Большое яйцо». Уникальное сооружение имеет перекрытие-оболочку, поддерживаемое избыточным давлением воздуха внутри здания. Строительство стадиона было начато 16 мая 1985, а закончено 18 марта 1988. Он был разработан компаниями Nikken Sekkei и Takenaka Corporation.
Проходят матчи по бейсболу, баскетболу и американскому футболу, шоу по реслингу (в том числе шоу 4 января в «Токио Доум») и другим видам борьбы, а также музыкальные концерты. Домашняя команда — «Йомиури Джайнтс» (яп. 読売ジャイアンツ), член профессиональной японской бейсбольной лиги (NPB). Там также находится японский Зал славы бейсбола, в котором отражена история бейсбола в Японии. Он стал первой японской площадкой с посещаемостью более 50 000 зрителей.

## Галерея
- Бейсбол в  Tokyo Dome
- The Tokyo Dome и парк развлечений Tokyo Dome City Attractions. (2003).
- 1974 г.
- Ночной вид на Tokyo Dome
- Развлекательный центр рядом с  Tokyo Dome

## Ближайшая станция
- Суйдобаси — JR East Линия Тюо-Собу, Toei Линия Мита (I-11).
- Касуга — Toei Линия Оэдо (E-07) и линия Мита (I-12).
- Коракуэн — Tokyo Metro Линия Маруноути (M-22) и Линия Намбоку (N-11).